# Correntinazo

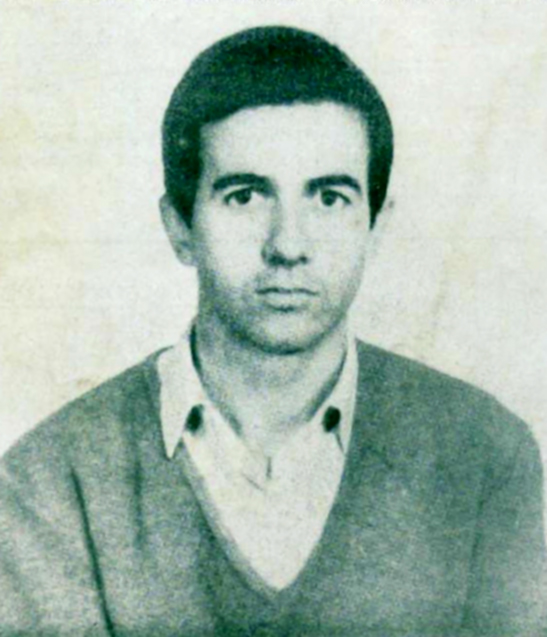
Juan José Cabral, asesinado durante las protestas del Correntinazo.

El Correntinazo fue un movimiento de protesta que incluyó manifestaciones y huelgas realizadas en la ciudad de Corrientes, Argentina. Se produjo en 1969, en el medio de un clima de tensión y protestas generalizadas contra la dictadura militar liderada por Juan Carlos Onganía.

## Historia
En la Universidad Nacional del Nordeste (UNNE) el interventor ordenó la disolución de los centros de estudiantes y anunció un aumento del 500% en los precios del comedor universitario. Inmediatamente los estudiantes universitarios protestaron.
A comienzos de 1969 la Federación Universitaria del Nordeste (FUNE), perteneciente a la Federación Universitaria Argentina, con el apoyo de todas la agrupaciones estudiantiles declaró la huelga universitaria para reclamar contra el cierre del comedor universitario, impidiendo el inicio de las clases.
La reacción popular hizo que el gobernador y el jefe de policía huyeran de la Casa de Gobierno y de la Jefatura de Policía.
Los efectivos policiales ya no querían salir a reprimir, porque los vecinos les tiraban de los techos, piedras, agua caliente y todo lo que tenían a mano.
En poco tiempo las protestas estudiantiles contaron con el apoyo del movimiento sindical encabezado por la CGT, los docentes, los estudiantes secundarios, la Iglesia Católica a través del Movimiento de Sacerdotes para el Tercer Mundo, y en general por la población tanto de Corrientes como de Resistencia, capital de la provincia del Chaco ubicada del otro lado del río Paraná.
Corrientes era un hervidero. Los estudiantes manifestaban todos los días en defensa del comedor universitario.
La población se solidarizaba con los universitarios abriendo las puertas de sus casas para que eludieran la represión policial.
A instancia de los sindicatos de SMATA, Gráficos, Panaderos, dirigidos por "Patita" Ramírez Barrios la CGT de la calle Yrigoyen abrió sus puertas para que funcionara el comedor popular que daba de comer a centenares de estudiantes y carenciados de los barrios más pobres.
El día 15 de mayo de 1969 la FUNE, organizada como Coordinadora Estudiantil de Lucha, convocó a una marcha al rectorado. La marcha contra el rector Carlos Walker fue violentamente reprimida. Luego del mediodía, un grupo se reagrupó en la Plaza Sargento Cabral donde fueron interceptados por un automóvil de la policía que abrió fuego directamente contra los estudiantes, resultando muerto Juan José Cabral y varios heridos.
Esta lucha estudiantil logró que no se privatice el comedor de la UNNE y dos años después, en 1971, se consiguió derogar el ingreso eliminatorio en la Facultad de Medicina.

## Legado
Esta gesta, denominada «el Correntinazo», fue el principio del fin para la dictadura de Juan Carlos Onganía. Una semana después del Correntinazo, los estudiantes rosarinos protestaron contra las medidas mencionadas durante el denominado “Rosariazo”. En respuesta la dictadura militar declaró a la ciudad "zona de emergencia bajo jurisdicción militar". Más tarde estos hechos desembocarían en el denominado «Cordobazo» del 29 de mayo de 1969.